# Eugène Van Drival
 (mars 2016).
Si vous disposez d'ouvrages ou d'articles de référence ou si vous connaissez des sites web de qualité traitant du thème abordé ici, merci de compléter l'article en donnant les références utiles à sa vérifiabilité et en les liant à la section « Notes et références ».
Eugène François Van Drival, né à Aire-sur-la-Lys le 16 mars 1815 et mort à Arras le 21 juin 1887, est un historien et philologue français.

## Biographie
Érudit amateur d’art médiéval, le chanoine Van Drival a été directeur du Grand séminaire d’Arras. Auteur de nombreux ouvrages historiques, archéologiques et linguistiques, il a été secrétaire général de l'Académie des sciences, lettres et arts d'Arras, membre correspondant du Comité des travaux historiques et scientifiques (1862-1876) et membre titulaire de la Société académique des antiquaires de la Morinie (1850-1887).

## Publications
Cette bibliographie recense trop d'ouvrages (mars 2016). Les ouvrages doivent être de « référence » dans le domaine du sujet de l'article. Il peut être souhaitable de les insérer dans une référence et de les enlever de la section « bibliographie ». Il peut être également utile de créer un article bibliographique spécifique.
- Notice sur M. le baron de Goër de Herve, Biographies contemporaines, recueil de pièces, Arras, Sède, 1838-1881.
- Études sur le grand monument funéraire égyptien du Musée de Boulogne, Boulogne, Berger frères, 1850.
- Légendaire de la Morinie, ou Vies des saints de l’ancien diocèse de Thérouanne : (Ypres, Saint-Omer, Boulogne), Boulogne, Berger frères, 1850.
- Histoire des évêques de Boulogne, Boulogne-sur-Mer, Berger frères, 1852.
- La Vie de saint Jean, évêque de Thérouanne, XIIe siècle, honoré le 27 janvier, Boulogne, Berger frères, 1852.
- La Vie de Saint Omer, évêque de Thérouanne, apôtre principal de la Morinie : VIIe siècle, honoré le 9 septembre, Boulogne, Berger frères, 1852.
- La Vie de Saint Silvin, évêque légionnaire, VIIe et VIIIe siècles, honoré le 15 février, Boulogne, Berger frères, 1852.
- Grammaire comparée des langues bibliques : application des découvertes de Champollion à l’étude des langues dans lesquelles ont été écrits les livres saints, Paris, Jacques Lecoffre, 1853-1858.
- Philologie : quelques mots sur les inscriptions sinaïtiques, Arras, A. Brissy, 1854.
- Rapports sur divers objets d’art chrétien présentés, Arras, A. Tierny, 1855.
- Vie abrégée de sainte Isbergue, vierge, Arras, E. Lefranc, 1855.
- Explication des prières et des cérémonies de la sainte Messe, Arras, E. Lefranc, 1857.
- Étude sur les fonts baptismaux, Paris, A. Pringuet, 1858.
- La Croix d’Oisy et autres croix anciennes, études sur les règles traditionnelles concernant les crucifix et les croix, Paris, A. Pringuet, 1859.
- Notice sur le rochet de saint Thomas de Cantorbéry conservé à la cathédrale d’Arras, Paris, A. Pringuet, 1859.
- Le Trésor sacré de la cathédrale d’Arras : histoire et description des reliques insignes conservées et vénérées dans la basilique de Notre-Dame et Saint-Vaast d’Arras, Arras, A. Brissy, 1860.
- Une visite à l’église d’Oignies, Arras, H. Schoutheer, 1862.
- Les Textes sacrés et les sciences d’observations, Arras, A. Courtin, 1863.
- L’Œuvre d’Arras, ou Opus atrebaticum, Paris, Impr. impériale, 1864.
- Description de l’église de Saint-Pierre à Aire, Arras, H. Schoutheer, 1865.
- L’Exposition de Malines, Arras, Rousseau-Leroy ; Paris, Putois-Cretté, 1865.
- Monographie de l’église des Dames Ursulines d’Arras : par M. l’abbé Van-Drival, Arras, Tierny, 1865.
- L’Iconographie des anges, Arras, Rousseau-Leroy ; Paris, Putois-Cretté, 1866.
- Des tapisseries d’Arras. Conférence faite à la salle des cours publics d’enseignement supérieur à Arras, pendant la session de l’hiver dernier, Arras, Rousseau-Leroy ; Paris, Putois-Cretté, 1867.
- Quelques considérations sur l’art de la peinture sur verre à notre époque, Paris, Impr. impériale, 1867.
- Une visite à l’ancienne abbaye de Saint-Vaast, conférence faite à la Salle des cours publics, le 25 février 1867, Arras, Rousseau-Leroy, 1867.
- Paroles prononcées sur la tombe de M. Alexandre Grigny, Arras, Rousseau-Leroy, 1867.
- L’Art chrétien au congrès de Malines en 1867, Arras, Rousseau-Leroy, 1868.
- Des formes primitives de la poésie chez les peuples anciens, Paris, Lecoffre, 1869.
- Vie de M. Mofait, chanoine-archiprêtre de la cathédrale d’Arras, Arras, E. Bradier, 1870.
- Histoire de l’Académie d’Arras : depuis sa fondation, en 1737 jusqu’à nos jours, Arras, A. Courtin, 1872. Disponible en texte intégral sur LillOnum
- Dictionnaire historique et archéologique du Pas-de-Calais, avec Daniel Haigneré, Commission départementale des monuments historiques, Arras, Sueur-Charrey, 1873-1883.
- Le Bailliage d’Aire, Arras, Sède, 1873.
- Le lieu de naissance de saint Vaast : dissertation historique, Arras, Typogr. A. Courtin, 1873.
- Le Tombeau de Josué et les couteaux de pierre, Arras, A. Courtin, 1873.
- Catalogue de l’exposition d’objets d’art religieux de Lille : [Lille, 14 juin-13 juillet 1874, salons de l’Ancien hôtel de la Préfecture du Nord], Lille, Lefebvre-Ducrocq, 1874.
- Cartulaire de l’abbaye de Saint-Vaast d’Arras de Guimann, Arras, A. Courtin, 1875.
- Notice sur M. Harbaville, Biographies contemporaines, recueil de pièces 1838-1894, Arras, Sède, 1875.
- Dictionnaire historique et archéologique du département du Pas-de-Calais,  Arrondissement de Béthune, Tome 1, Arras, Sueur-Charrey, 1875. Disponible en texte intégral sur LillOnum
- Décorations murales de l’époque gallo-romaine trouvées à Arras en 1875, Arras, de Sède, 1876.
- Description des fêtes du 21 mai solennisées à Arras, en l’honneur de N.-D. des ardents, Arras, Bradier, 1876.
- Études sur les historiens de l’Artois, Arras, Courtin, 1876.
- L’Exposition de Lille, études sur les objets d’art religieux réunis à Lille en 1874, à l’hôtel de l’ancienne préfecture du Nord, Arras, la Société du "Pas-de-Calais, 1876.
- Notice sur M. l’abbé Parenty, vicaire-général, membre de l’Académie d’Arras, Biographies contemporaines, recueil de pièces 1838-1894, Arras, A. Courtin, 1876.
- L’abbaye de Saint-Vaast d’Arras. Description et histoire des bâtiments, [s.l.], 1877.
- Documents concernant les tapisseries de haute-lice, extraits du Registre aux bourgeois de la ville d’Arras, Arras, A. Courtin, 1877.
- La Croix de Clairmarais et autres monuments analogues dans le Pas-de-Calais, Arras, Sède, 1878.
- Supplément à l’Histoire de l’Académie d’Arras, Arras, Courtin, 1878.Disponible en texte intégral sur LillOnum
- Nécrologe de l’Abbaye de Saint-Vaast d’Arras, Arras, A. Courtin, 1878.
- Grammaire comparée des langues sémitiques et de l’égyptien, Paris, Maisonneuve, 1879.
- De l’Origine de l’écriture, Paris, Maisonneuve, 1879.
- Les places d'Arras: rapport par M. le chanoine E. Van Drival, Arras, Rohard-Courtin, 1879, Disponible en texte intégral sur LillOnum
- Les Tapisseries d’Arras, Paris, Derache, 1863 ; Arras, Rohard-Courtin, 1879. Disponible en texte intégral sur LillOnum.
- La Frise de l’église de Lacouture, Arras, de Sède, 1880.
- De l’Origine et de la constitution intime du langage, Paris, Maisonneuve, 1881.
- De la vraie prononciation du grec : étude historique et littéraire, Paris, Maisonneuve, 1883.
- Notice sur une pierre tombale de grand chantre conservée au musée d’Arras. Les calices funéraires du musée d’Arras, Arras, de Sède, 1883.
- Mosaïque de l’évêque d’Arras Frumauld, Arras, Sède, 1883
- Les calices funéraires du musée d’Arras : notice sur une pierre tombale de grand-chantre, conservée au Musée d’Arras, Arras, De Sède, 1883.
- Histoire de Charlemagne : d’après les documents contemporains, Amiens, Rousseau-Leroy, 1884.
- Question des tapisseries d’Arras. Réponse à M. Guesnon, Arras, de Sède, 1884.
- Origine et sources de l’idolâtrie, Paris, Maisonneuve, 1885, rééd. 1885.
- Histoire de Notre-Dame Panetière vénérée dans l’église de Saint-Pierre d’Aire-sur-la-Lys, diocèse d’Arras, Amiens, Guillemin, 1886.